# 湘南モノレール500形電車
湘南モノレール500形電車（しょうなんモノレール500がたでんしゃ）は、1988年（昭和63年）に登場した湘南モノレールの懸垂式モノレール車両である。
湘南モノレール初の冷房車として登場した。1991年（平成3年）まで増備が行われ、最大で3両編成6本（18両）が在籍していた。

## 概要
車体はアルミ合金製。400形よりも前・側面窓が縮小され、車体側面の裾絞りも無くなり、直線的なスタイルになった。中間車は先頭車と同等の設計となり、車長・窓位置が統一された。また、全車電動車編成となったため、モーターの出力が下げられている。編成定員は228名。
当初は501から車両番号が付番されたが、その後ラッシュ時対策改造がなされた（後述）際に551からの付番とされた。最初に投入された501号は561号に改番された。この車両は、他の500形編成と比べ前面上部カバーが若干後部に下がっているのが特徴である（400形と同一形状。警笛ラッパの位置が左→右となっている点だけ異なる）。
- なお、561号の上部カバーは、2008年（平成20年）11月に作業車との衝突事故を起こして破損したため、5000系と同じ形のカバー（カバーのグリルが大きい）に換装された。

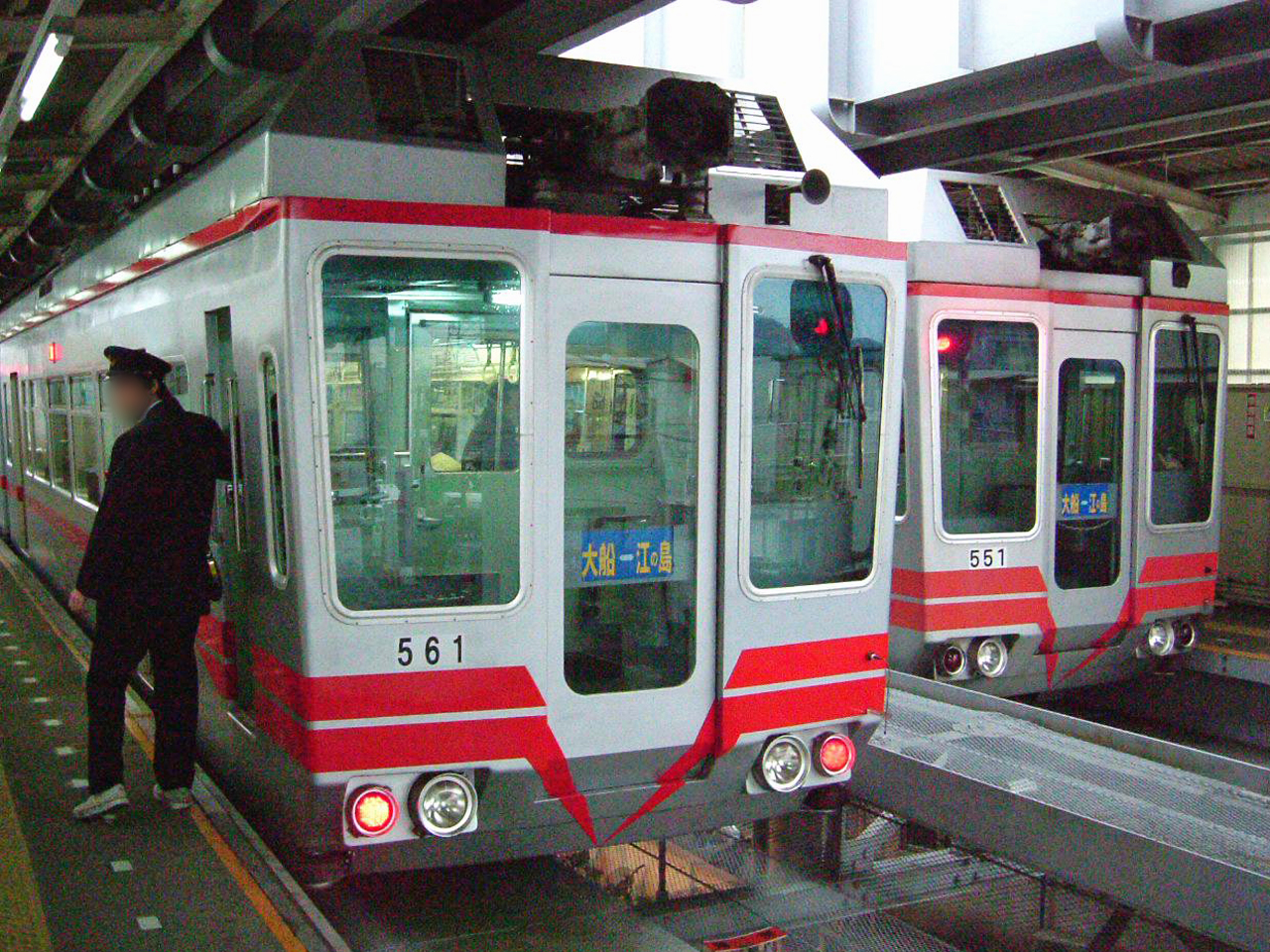
561編成の外観。右奥の500形とは上部カバー位置が異なっている。
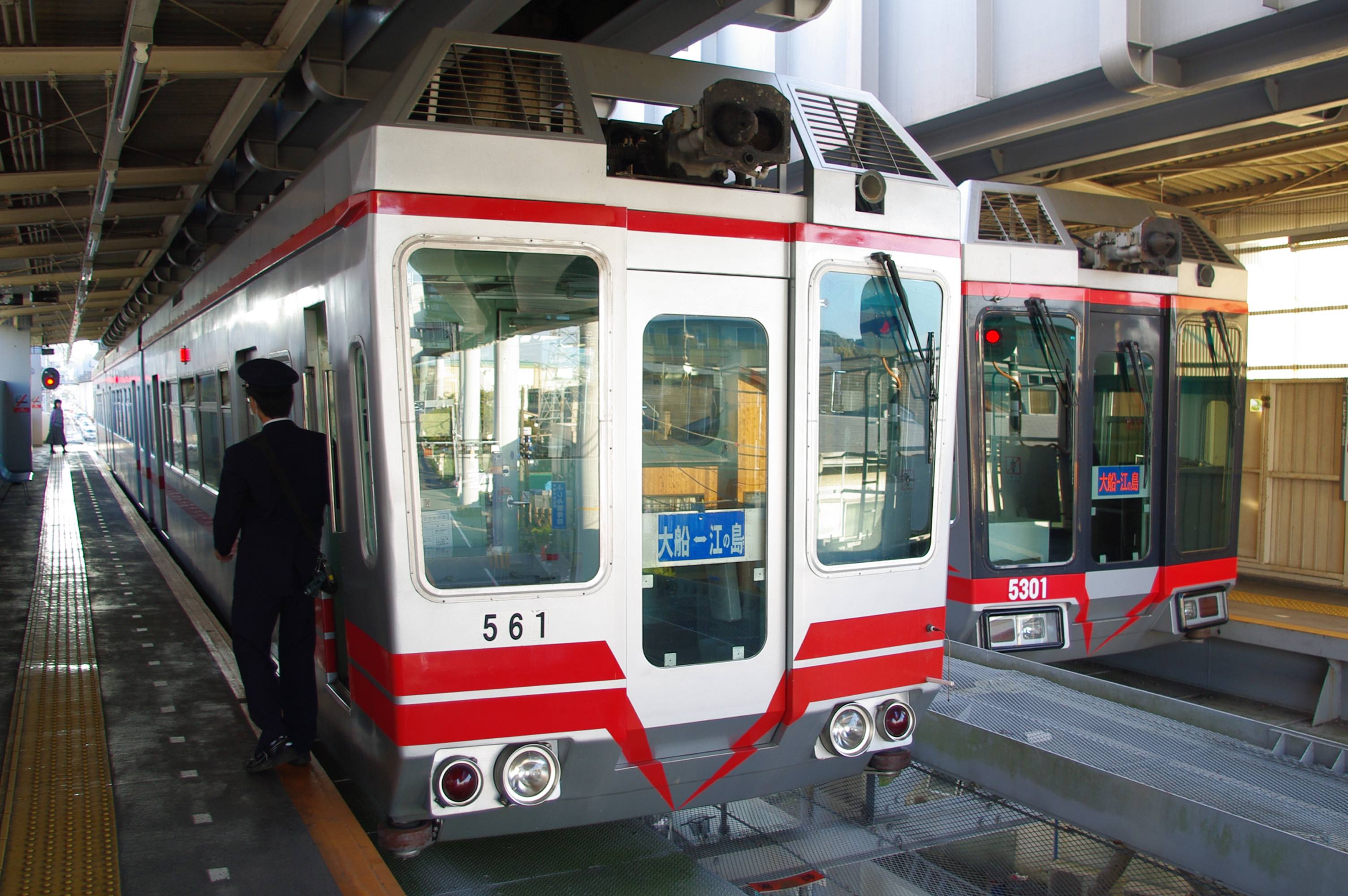
上部カバー形状が異なっていた時期の561号車。右奥の5000系と同じカバーを装着している。

車内は暖色系で統一されている。両端の車両には折りたたみ式の座席が各ドア脇に1か所ずつ設置されているが、これは当初ロングシートだったものをからラッシュ時対策で改造されたもので、朝のラッシュ時は施錠され、それが過ぎると解錠して使用可能とされる（1992年（平成4年）5月1日から投入された）。客用扉は片開き式で、ドアチャイムは装備されていない。400形とは異なり、扉窓は登場当初から二枚窓となっている。
なお、冷房設備の搭載に伴い客室横流ファン装置（商品名：ラインデリア）が廃止されている。
556号には座席カバーに広告を入れていた時期もあったが、しばらくして撤去された。

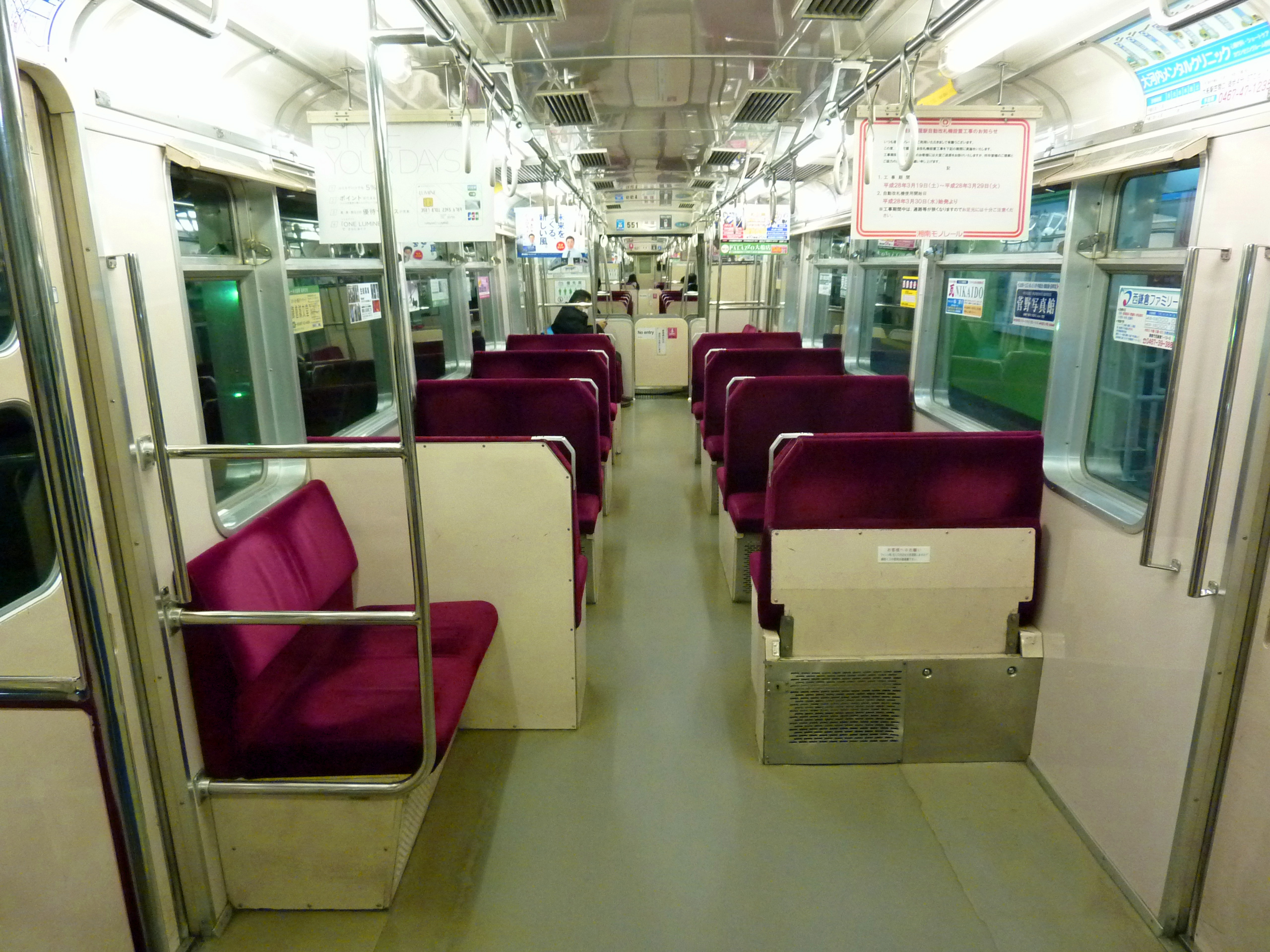
500形の車内。
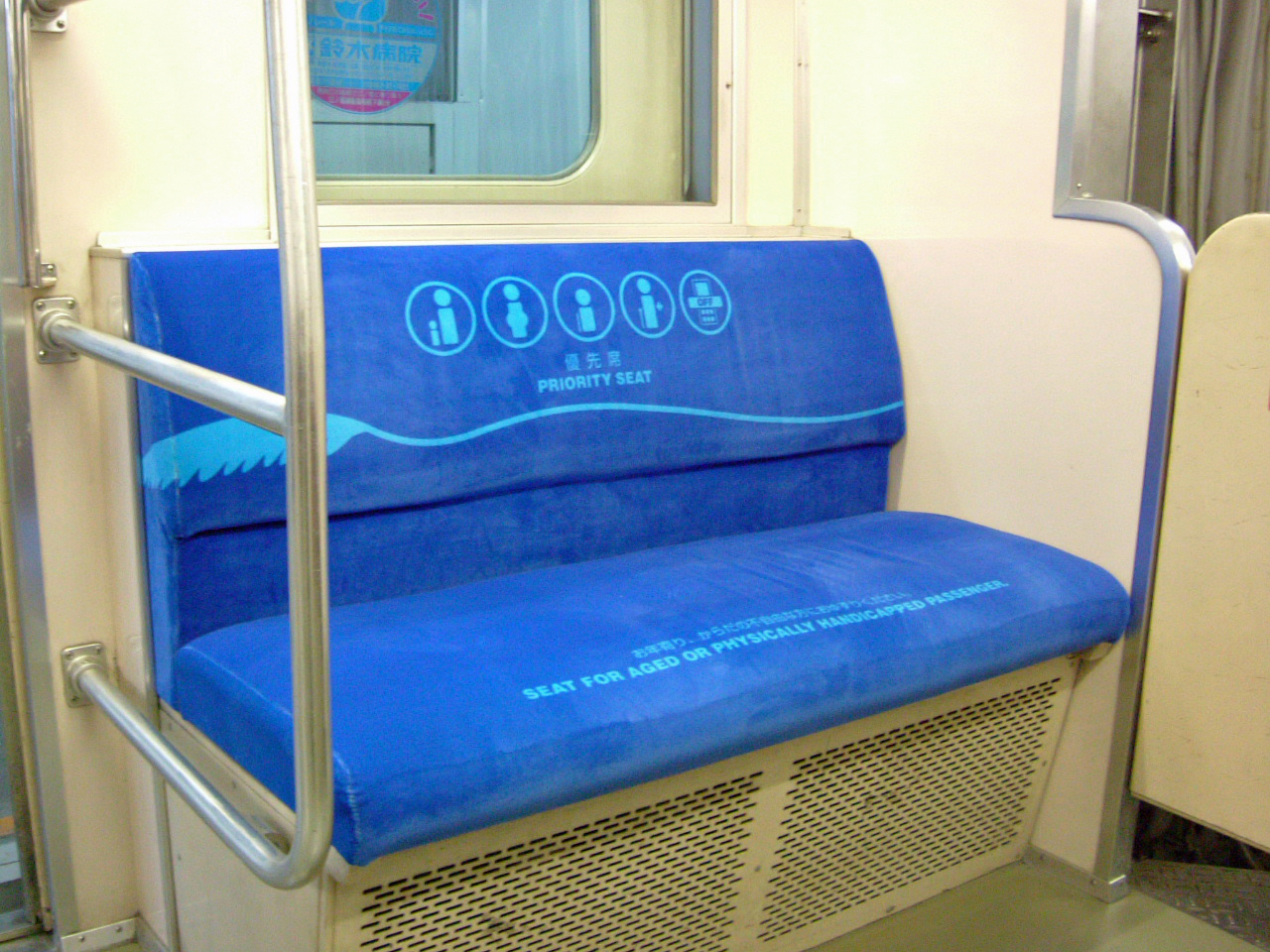
優先席。

## 編成表
|          | ← 大船方面湘南江の島方面 → |     |             |               |               |                               |
| 形式     | Mc                         | M   | Mc          | 竣工日        | 廃車日        | 備考                          |
| 車両番号 | 561 （501）                | 521 | 562 （502） | 1988年3月31日 |               |                               |
| 車両番号 | 553 （503）                | 523 | 554 （504） | 1989年1月5日  | 2008年2月1日  |                               |
| 車両番号 | 555 （505）                | 525 | 556 （506） | 1989年3月3日  |               |                               |
| 車両番号 | 557 （507）                | 527 | 558 （508） | 1989年4月26日 |               |                               |
| 車両番号 | 559 （509）                | 529 | 560 （510） | 1989年6月2日  |               |                               |
| 車両番号 | 551 （511）                | 531 | 552 （512） | 1991年7月3日  | 2016年7月13日 | 551はカットモデルとして保存。 |

## 廃車
最初の編成が落成してから20年が経過した2007年（平成19年）11月末頃より、順次5000系への置き換えが実施された。2008年（平成20年）2月1日付で553編成が廃車となったのを皮切りに、2010年（平成22年）11月に561編成が、2014年（平成26年）に555編成が、2015年（平成27年）12月6日限りで557編成が、2016年（平成28年）3月に559編成がそれぞれ引退し、最後まで残った551編成も同年6月26日の大船12時37分発湘南深沢行を最後に引退、本系列は全廃となった。551の先頭部がカットモデルとして本社内に保存展示されている。